# Tôtyaku-iwa
Tôtyaku-iwa är en kulle i Antarktis. Den ligger i Östantarktis. Norge gör anspråk på området. Toppen på Tôtyaku-iwa är 2 366 meter över havet.
Terrängen runt Tôtyaku-iwa är huvudsakligen lite kuperad. Trakten är obefolkad. Det finns inga samhällen i närheten.